# 스파이 키드 4: 올 더 타임 인 더 월드
《스파이 키드 4: 올 더 타임 인 더 월드》(영어: Spy Kids: All the Time in the World)는 2011년 개봉한 미국의 첩보 액션 SF 영화이다. 《스파이 키드 3D: 게임 오버》(2003)의 속편이며, 스파이 키드 시리즈 네 번째 작품이다.
2023년 시리즈 다섯 번째 작품 《스파이 키드: 아마겟돈》이 개봉하였다.

## 줄거리
OSS 요원 머리사는 자신의 정체를 숨긴 채 스파이 뒤를 쫓는 텔레비전 프로그램의 진행자 윌버와 결혼한다. 윌버의 쌍둥이 자녀 리베카와 세실의 새어머니가 된 머리사는 윌버와의 사이에서 딸 마리아를 출산한다.
머리사를 받아들이지 못하는 리베카가 머리사를 계속 골탕 먹이는 가운데 머리사는 유대감 조성을 기대하며 리베카에게 붉은 사파이어 목걸이를 선물한다. 사실 이 사파이어는 과거에 OSS에서 시간 속에 멈춰버린 한 소년을 구해낼 때 썼던 재료이다.
한편 악당 타임 키퍼는 시간을 사랑하는 사람들과 소중하게 보내는 대신 무의미한 추구로 시간을 낭비하는 현대 사회에 형벌을 내리기 위해 대량 살상 무기로 공격을 개시하려고 한다. 사파이어가 필요한 타임 키퍼가 리베카와 세실이 있는 집에 부하들을 보내면서 리베카와 세실은 인류 존속 여부를 결정지을 거대한 음모에 휘말린다.   

## 출연
- 로언 블랜처드 - 리베카 윌슨 역
- 메이슨 쿡 - 세실 윌슨 역
- 제시카 앨바 - 머리사 윌슨 역
- 조엘 맥헤일 - 윌버 윌슨 역
- 알렉사 베이가 - 카먼 코테즈 역
- 대릴 서바라 - 주니 코테즈 역
- 리키 저베이스 - 아거놋 역 (목소리)
- 제러미 피븐 - 데인 "데인저" 디아모/타임 키퍼 역
- 대니 트레이호 - 이저도어 "머셰티" 코테즈 역
- 안토니오 반데라스 - 그레고리오 코테즈 역 (크레디트 미기재)

## 기타 제작진
- 협력 제작: 톰 프로퍼
- 배역: J.C. 캔투, 메리 버뉴
- 분장 부문: 제이크 가버
- 조감독: 버네사 가이턴